# Głowoniowa Nyża

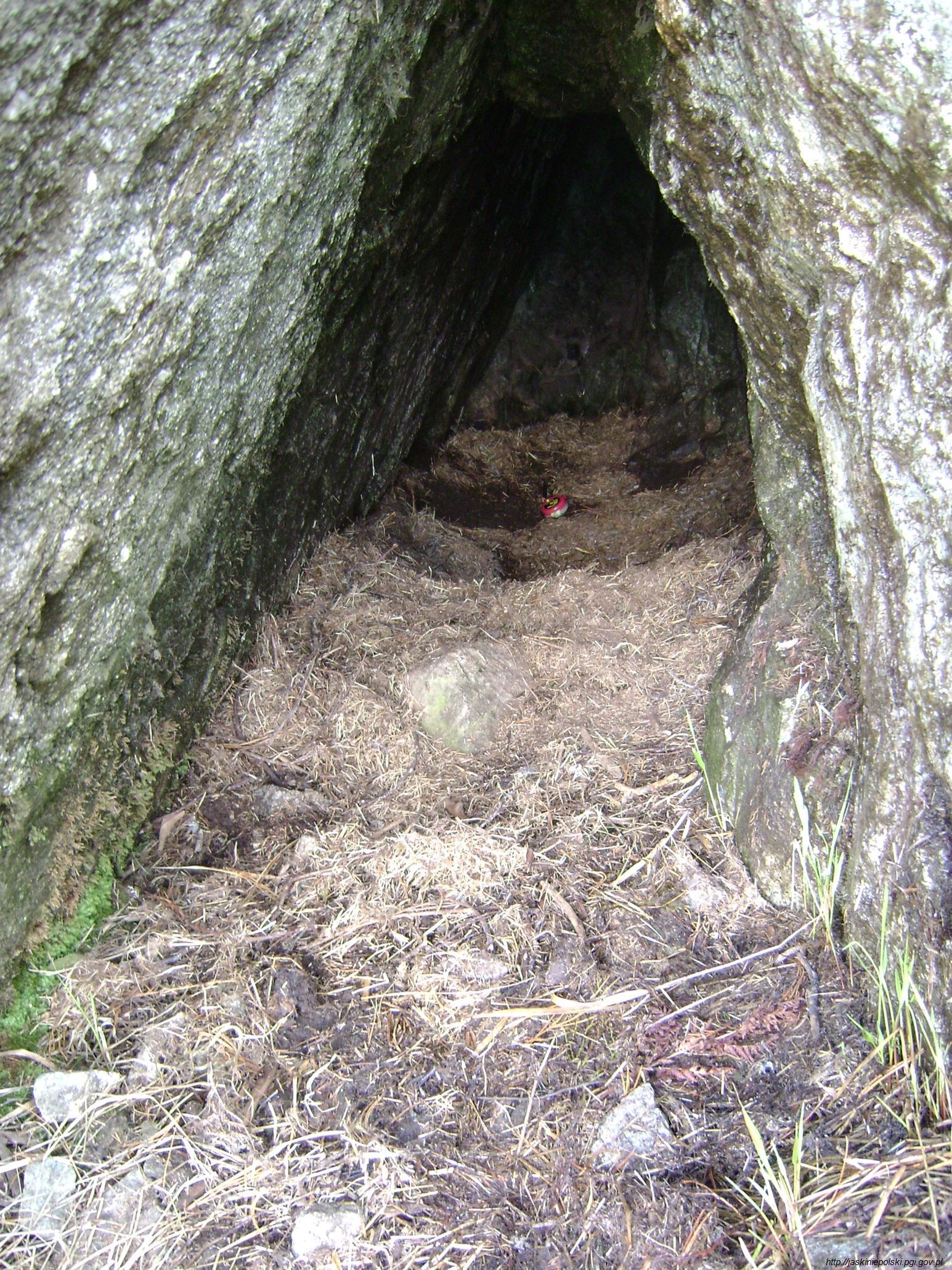
Otwór jaskini

Głowoniowa Nyża (Głowniowa Nyża) – jaskinia, a właściwie schronisko, w Dolinie Roztoki w Tatrach Wysokich. Wejście do niej znajduje się w Orlej Ścianie, na wysokości 1505 metrów n.p.m. Jaskinia jest pozioma, a jej długość wynosi 4,5 metrów.

## Opis jaskini

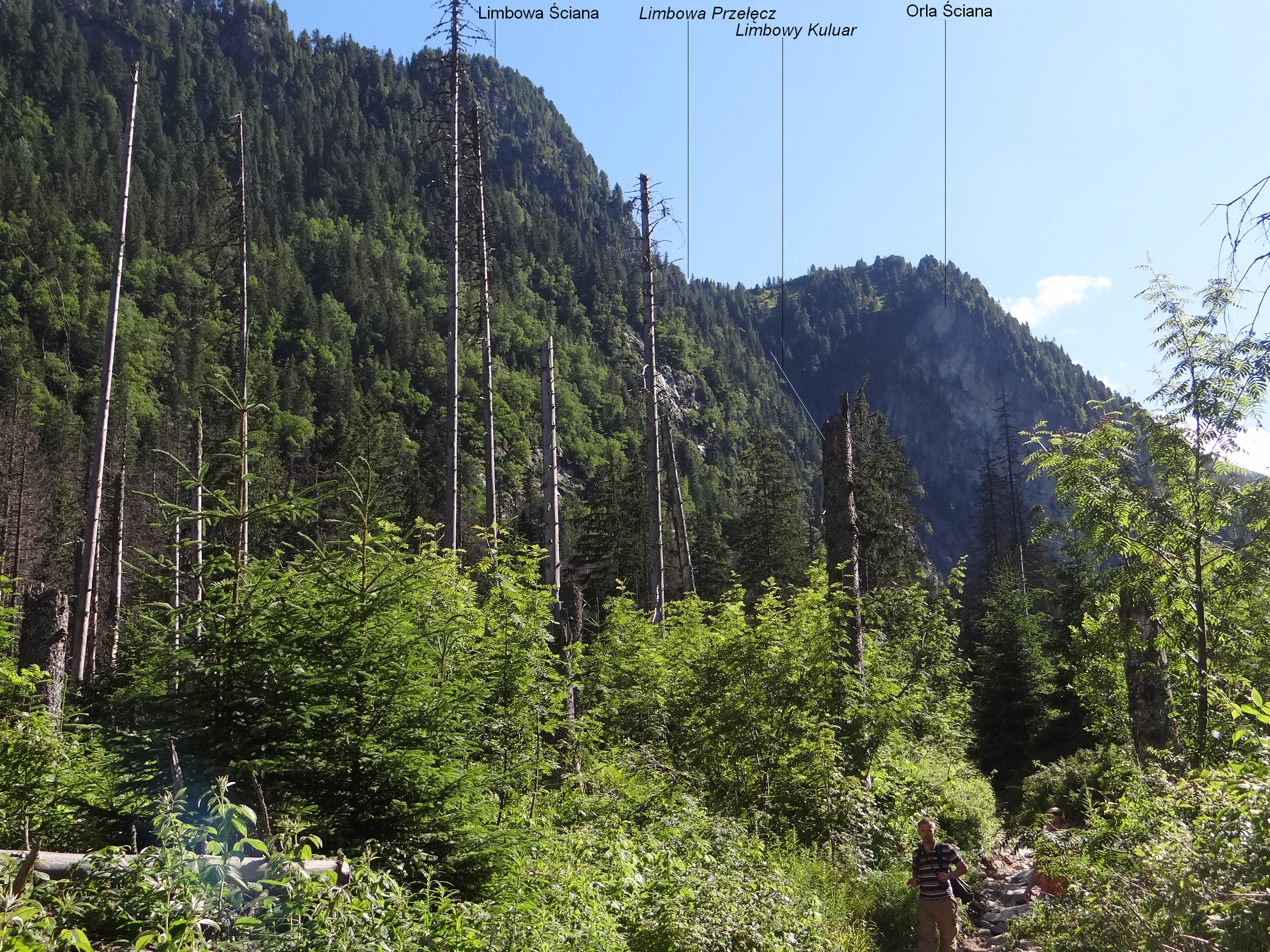
Widok na Orlą Ścianę z Doliny Roztoki

Jaskinię stanowi poziomy, prosty, o trójkątnym przekroju korytarz zaczynający się w niewielkim, trójkątnym otworze wejściowym.

## Przyroda
W jaskini brak jest nacieków. Ściany są suche, rosną na nich mchy i porosty. 1,5-metrową długość korytarza zajmuje legowisko niedźwiedzia. Jaskinia stanowi od wielu lat gawrę niedźwiedzi brunatnych. Dlatego też Tatrzański Park Narodowy nie podaje do publicznej wiadomości dokładnego jej położenia.

## Historia odkryć
Jaskinia została odkryta przez Janusza Łukaszczyka Głowonia w marcu 2011 roku w czasie obserwowania niedźwiedzicy z młodymi. Jej plan i opis sporządził Tomasz Zwijacz-Kozica przy pomocy J. Łukaszczyka Głowonia, M. Strączka Heliosa i F. Zięby w maju 2011 roku (po opuszczeniu okolic gawry przez niedźwiedzie).